# Клари, Дезире
Дезире́ Клари́ [Бернарди́на Евге́ния Дезиде́рия Клари́] (фр. Désirée Clary, Bernardine Eugénie Désirée Bernadotte; 8 ноября 1777, Марсель — 17 декабря 1860, Стокгольм) — невеста Наполеона Бонапарта, позднее жена наполеоновского маршала Жана Батиста Бернадота, впоследствии ставшего королём Швеции и Норвегии под именем Карла XIV Юхана, с 1818 года — Дезидерия, королева Швеции и Норвегии.

## Родословная
Предки Дезире жили в Марселе. Дедом со стороны отца был Жозеф Клари (Марсель, 22 ноября 1693 — Марсель, 30 августа 1748), сын Якова Клари и Катарин Барусс, по отцовской линии внук Антуана Клари и Маргариты Канолль, а по материнской — Ангелина Барусса и Жанны Пелисье. 27 февраля 1724 в Марселе он женился на Франсуазе-Агнессе Аммори (Марсель, 6 марта 1705 — Марсель, 21 декабря 1776), которая была дочерью Франсуа Аммори и Жанны Буассон.
Дедом по материнской линии — Жозеф Соми (1710 — Марсель, 29 апреля 1750), сын Жана-Луи Соми и Франсуаз Бушар. 27 мая 1736 в Марселе женился на Катарине Розе Сушерон (Марсель, 11 января 1696 — Марсель, 18 февраля 1776), дочери Франсуа Сушерона и Анны Котье.

## Биография
Дезире Клари родилась в Марселе, Франция, в семье Франсуа Клари (Марсель, ул. Сен-Ферреоль, 24 февраля 1725 — Марсель, 20 января 1794), богатого торговца шёлком, и его второй жены (с. 26 июня, 1759) Франсуазы Розы Соми (Марсель, 30 августа 1737 — Париж, 28 января 1815). В первый раз (с 13 апреля 1751) он был женат на Габриэле Флешон (1732 — 3 мая 1758). Детей в этом браке не было.
Её сестрой была Жюли Клари, которая стала женой Жозефа Бонапарта и носила титул Королевы Неаполитанской и Испанской.
Её брат Николя Жозеф Клари стал первым графом Клари. Был женат на Анне Жанне Ройе. У них родилась дочь Зенаид Франсуаз Клари (Париж, 25 ноября 1812 — Париж, 27 апреля 1884), которая стала женой Наполеона Бертье Ваграмского, второго герцога Ваграмского (10 сентября 1810 — 10 февраля, 1887), сына маршала Бертье.
Сама Дезире была невестой Наполеона, но после его женитьбы на Жозефине она в 1798 году вышла замуж за генерала Жана-Батиста Бернадота, будущего короля Швеции и Норвегии. От брака с ним у неё родился единственный сын Оскар, будущий король Оскар I.
Дезире получила образование обычное для девочек в дореволюционной Франции. Она обучалась монахинями в школе при женском монастыре. Когда в 1789 году началась революция, родители забрали её домой. В юности была убеждённой республиканкой.
В 1794 году её отец умер, а брат был арестован по приказу революционного правительства. Как она говорила позже, из-за этого она познакомилась с Жозефом Бонапартом. Брат был выпущен из-под ареста и вернулся домой. Жозеф был представлен семье и вскоре женился на Жюли. Он познакомил Дезире со своим братом, генералом Наполеоном, в которого она сразу же влюбилась. Через несколько месяцев Наполеон сделал ей предложение.
В 1795 — 1797 годах проживала с матерью и сестрой в Италии, где Жозеф выполнял дипломатические миссии.

## Мадам Бернадот
После возвращения во Францию Дезире встретила своего будущего супруга. И 16 августа/17 августа 1798 мадемуазель Клари вышла замуж за французского генерала, в будущем Маршала Жана-Батиста Жюля Бернадота. В 1799 у них родился сын, которого назвали скандинавским именем Оскар.
После того как Бернадот стал наследным принцем Швеции в 1810 году, она жила в этой стране с 1810 по 1811, после чего, испытывая неприязнь к Швеции, вернулась в Париж, где оставалась вплоть до 1823 года, в то время как её муж был в Стокгольме (в 1818 он стал королём). Начиная с капитуляции Парижа в 1814 году и до Реставрации Бурбонов дом наследной принцессы Дезидерии являлся приютом для семьи Бонапартов, боявшихся повторить участь Наполеона.
21 августа 1829 года состоялась её официальная коронация в Стокгольме как королевы Швеции, под именем Дезидерия.
Скончалась 17 декабря 1860 года, в возрасте 83 лет, во время правления её внука Карла XV (её сын Оскар I умер в 1859 году). Королева Дезидерия похоронена в церкви Шевалье рядом с мужем, королём Швеции Карлом XIV Ю́ханом (Жаном-Батистом Бернадотом).

## Образ в кино и литературе
В 1951 году увидела свет книга австрийской писательницы Анны-Марии Зелинко «Желанная», повествующая о жизни и судьбе Дезире Клари. В России на русском языке в 1993 году книга вышла под названием «Дезире».
В 1938 году был снят итальянский художественный фильм «Невеста короля», реж. Дуилио Колетти, посвящённый Дезире Клари, в роли Клари снялась актриса Эльза Де Джорджи.
В 1942 году был снят французский художественный фильм «Удивительная судьба Дезире Клари» , реж. Саша Гитри. В роли Дезире Клари снялись актрисы: Карлеттина (в детстве), Женевьева Гитри (в юности), Габи Морле (королева Дезидерия).
В 1954 году был снят художественный кинофильм «Дезире: любовь императора Франции» режиссёра Генри Костера с Джин Симмонс в роли Дезире,  Марлоном Брандо в роли Наполеона Бонапарта, Мерл Оберон в роли Жозефины.
В 1955 году в художественном фильме «Наполеон: путь к вершине» режиссёра Саши Гитри роль Дезире Клари сыграла актриса Дани Робен.

## Память
В честь Дезире Клари названа станция метро в Марселе.
Также в её честь назван астероид (344) Дезидерата, открытый в 1892 году.